# 辦公室 (2015年電影)
《辦公室》（韓語：오피스）是一部2015年的南韓驚悚恐怖片，由洪元燦執導，高我星和朴星雄主演。電影講述了一名刑警試圖查明一個性格溫和的男子為何會殘忍地殺害自己的家人，並開始針對他的同事下手。該片於第68屆坎城影展的午夜單元首映，並且受到廣泛關注。

## 劇情
金秉國科長每天按時下班回家，他的妻子、母親以及因病行動不便的小兒子總會在家裡迎接他。然而，在一次普通的晚餐後，他突然從玄關的抽屜裡拿出一把鐵鎚，冷酷無情地將自己的家人全部殺害。隔天，公司實習生李美來回到公司，發現氣氛異常凝重。她在新聞中得知，昨晚發生了一家三口兇殺案，而兇手竟然就是平時看似平凡的金秉國科長。此時，金科長還未被捕，這讓李美來感到更加不安。當她坐下並打開抽屜時，竟然發現裡面有一把菜刀，這讓她心裡不寒而栗，於是立刻關上了抽屜。
另一方面，刑警鐘勳和他的下屬基泰開始對包括金尚奎部長在內的國內業務二部的同事進行審問，試圖了解金科長的情況。然而，部長和同事們要麼避重就輕，要麼只說金科長是一個好人，並不願多說什麼。鐘勳在審問完所有員工後，要求李美來也配合調查。儘管同事鄭在一認為李美來只是個實習生，沒有必要特別詢問，但鐘勳仍然堅持。在審問前，鄭在一帶走李美來並威脅她不要亂說話，讓她在審問時無法對鐘勳說出任何實情。
隨著調查的進行，警方發現金秉國科長曾進入公司地下停車場的監控畫面，但無論怎麼調查，都找不到他離開的任何跡象。員工們回憶起，金秉國在公司裡其實一直被同事們孤立，工作壓力很大，甚至曾經與公司高層發生過爭執。隨著時間的推移，公司氣氛越來越緊張，尤其是新來的實習生申多美的出現，讓李美來感到前所未有的壓力和焦慮。
某天，鄭在一為了完成金秉國未完成的工作而加班，卻驚恐地看到金秉國突然出現在公司內，於是他連忙逃走。隔天，公司高層與警方討論調查對策時，卻驚訝地發現鄭在一的屍體吊在會議室的天花板上。雖然事件被解釋為鄭在一因股票投資失敗及其他個人問題而自殺，但員工們心中隱隱感到，這可能與金秉國有關。
在這樣的壓力下，李美來越來越無法承受。她的焦慮情緒不斷累積，直到人事課長告訴她即將正式聘用她，她才稍微放心。然而，由於工作進度落後，她再次感受到來自洪智善代理的冷嘲熱諷：「我們部門只需要一個實習生，想想為什麼又找了一個實習生吧。」這些話再次引發了李美來的焦慮情緒。
隨後，鐘勳要求上級派遣機動隊支援搜查公司內部，但由於公司威脅要以妨礙業務為由提起訴訟，警方無法獲得支援。鐘勳無奈之下，只好短暫離開。此時，洪智善代理因完成了金秉國未完成的企劃書而受到部長批評，氣憤之下她決定辭職離開公司。然而，在她返回公司收拾個人物品時，突然感覺到金秉國的存在，陷入恐懼之中，最終遭到襲擊，慘遭刺殺。而這一幕，正是由李美來所為。
李美來在被金秉國的靈魂附身後，徹底失去了理智。她冷酷地用金科長給她的菜刀殺害了洪智善代理，並在洗手台清洗了刀子和沾血的手。鐘勳的下屬基泰在此時也在電梯井下發現了金秉國的屍體，證實金科長早已自殺，而之前出現在公司內的金秉國其實是李美來的幻象。
在最後的對決中，李美來瘋狂地攻擊其他同事，鐘勳趕到現場，誤以為李元錫正在掐死李美來，於是開槍將李元錫擊斃。事件被定調為精神狀態不穩的李元錫所犯的兇案，鐘勳因此獲得升職。而李美來則在醫院中淡然地告訴鐘勳，那把菜刀是她的護身符，並以祝賀升職暗示鐘勳案件已經落幕。李美來出院後接到另一家公司面試的通知。

## 獎項與提名
| 獎項              | 類別            | 入圍者 | 結果 |
| ----------------- | --------------- | ------ | ---- |
| 第36屆青龍電影獎  | 最佳配角        | 裴晟佑 | 提名 |
| 第68屆坎城影展    | 金攝影機獎      | 洪源澯 | 提名 |
| KOFRA Film Awards | Discovery Award | 裴晟佑 | 獲獎 |

## 外部連結
- 韩国电影数据库（KMDb）上《Office》的資料
- 互联网电影数据库（IMDb）上《Office》的资料（英文）